# Lonni Krause
Lonni Krause (født 1964 på Amager) er en dansk digter og forfatter. Hun debuterede i 2005 med digtsamlingen "Du får et nyt sted trykket til kroppen". Egne bøger har primært været lyrik, mens antologideltagelse også har rummet science fiction (SFCs årlige antologier).
Lonni Krause var i foråret 2007 med til at starte det alternative anmelderforum metrOrd, som anmeldte undergrundslitteratur. Efter ophøret af Poesiens Dag i Frederiksberg Have i København forestod hun og en digterkollega, Lisbeth Heckmann, i 2007 og 2008 en efterfølger kaldet Ord Under Himlen i Kongens Have i Kbh, med stor deltagelse af såvel digtere som publikum.  
2008-2009 var LK næstformand i L-styrelsen, Dansk Forfatterforenings digtergruppe. 

## Udgivelser

### Bøger
- TIKØB BRUGS (2018, mellemgaard.dk)

### Digte
- Du får et nyt sted trykket til kroppen (2005, BOD.dk)
- Nødvendige ruter (2006, BOD.dk)
- I virkeligheden har jeg for meget i mine rum : senryudigte (2011, Darklights)

### Redaktion
- Ord til alle sider (2009, Det Andersenske Forlag)

### Essay
- Den sorte bog om blødningsforstyrrelser og kilometerlange svedeture (2010, Darklights)